# Achtung Baby
Achtung Baby je sedmé studiové album irské rockové skupiny U2. Jeho nahrávání probíhalo od října 1990 do září 1991 v Berlíně, Dublinu a Dalkey. Album vyšlo v listopadu 1991 u vydavatelství Island Records. Jeho producenty byli Steve Lillywhite, Daniel Lanois a Brian Eno.

## Seznam skladeb
Autory veškeré hudby jsou U2, texty napsal Bono.
| Pořadí         | Název                                      | Producent                           | Délka |
| -------------- | ------------------------------------------ | ----------------------------------- | ----- |
| 1.             | Zoo Station                                | Daniel Lanois                       | 4:36  |
| 2.             | Even Better Than the Real Thing            | Lanois, Brian Eno, Steve Lillywhite | 3:41  |
| 3.             | One                                        | Lanois, Eno                         | 4:36  |
| 4.             | Until the End of the World                 | Lanois, Eno                         | 4:39  |
| 5.             | Who's Gonna Ride Your Wild Horses          | Lanois, Eno, Lillywhite             | 5:16  |
| 6.             | So Cruel                                   | Lanois                              | 5:49  |
| 7.             | The Fly                                    | Lanois                              | 4:29  |
| 8.             | Mysterious Ways                            | Lanois, Eno                         | 4:04  |
| 9.             | Tryin' to Throw Your Arms Around the World | Lanois, Eno                         | 3:53  |
| 10.            | Ultraviolet (Light My Way)                 | Lanois, Eno                         | 5:31  |
| 11.            | Acrobat                                    | Lanois                              | 4:30  |
| 12.            | Love Is Blindness                          | Lanois                              | 4:23  |
| Celková délka: | Celková délka:                             | Celková délka:                      | 55:27 |

## Obsazení
U2
- Bono – zpěv, kytara
- The Edge – kytara, klávesy, zpěv
- Adam Clayton – basová kytara
- Larry Mullen, Jr. – bicí, perkuse

Ostatní hudebníci
- Brian Eno – klávesy
- Daniel Lanois – kytara, perkuse
- Duchess Nell Catchpole – housle, viola